# 스팟걸 - 교수와 여제자
"스팟걸 - 교수와 여제자"는 한국에서 제작된 신혜성 감독의 2012년 에로, 드라마 영화이다. 김한규 등이 주연으로 출연하였다.

## 출연

### 주연
- 김한규